# Macenta
Macenta egy város Délkelet-Guineában, amit lomák alapítottak. Lakossága 2008-ban 88 376 fő.

## Földrajzi terület
Macenta a Macenta prefektúra székhelye Délkelet-Guineában. A guineai-magasföldön található 620 méteren Nzérékoé és Guéckédou útján. A Nianda folyó torkolata mentén fekszik, ami összetalálkozik a Makonda folyóval.